# 영국 단위계
영국 단위계(English units)는 1826년 제국 단위계로 전환되기 전까지 영국에서 주로 사용하던 단위계로 앵글로색슨인 및 고대 로마 단위계를 바탕으로 둘이 결합해서 발전했다. 영국 단위계는 시대, 장소, 용도에 따라 다양한 표준이 분화했다.
"영국 단위계"라는 용어 자체는 이 문서에서 지칭되는 제국 단위계 이전 단위계 외에도 때때로 이후에 사용한 제국 단위계 그 자체 혹은 미국 단위계로 통상 영국 단위계로 묶어서 영미 단위계처럼 쓰이는 경우가 있기 때문에 용어 혼동의 주의가 필요하다.
영국 단위계에서 주로 사용된 두 단위 표준으로는 헨리 7세 국왕이 창안해 1495년부터 1587년까지 사용된 윈체스터 단위계와 엘리자베스 1세 국왕이 창안해 1488년부터 1825년까지 쓰인 재무부 표준 단위계가 있다.
영국과 대영제국 기타 지역에서는 1824년 영국 도량형법에 따라 제국 단위계로 대체(발효는 1826년 1월 1일)되었는데, 영국 도량형법에서는 모든 단위 명칭을 바꾸진 않았지만 각 단위의 정의를 조금씩 재정의했다. 1824년 단위계 개혁에서 수십년 전에 대영제국에서 독립한 미국은 1832년 영국 단위계를 자체적으로 표준화하여 "미국 관용단위계"로 만들었다.

## 역사
서기 1세기경 로마의 브리튼 제도 식민지화 이전에 사용했던 단위계가 무엇이었는지에 대해서는 거의 알려지지 않았다. 로마의 통치 시기에는 고대 로마 단위계를 그대로 이용했다. 앵글로색슨 잉글랜드 시기 들어서는 13.2인치(335 mm)의 북독일 피트를 길이 단위의 명목상 기준으로 하는 단위계를 사용했다. 1피트는 4팜(손바닥 길이) 또는 12섬(엄지손가락 길이)라는 하위 단위로 쪼개진다. 1큐빗은 2피트, 1엘네는 4피트로 정의되었다. 1로드는 15 앵글로색슨 피트, 1펄롱은 10로드이다. 1에이커는 4×40 제곱로드, 즉 160제곱로드 또는 36,000 제곱앵글로색슨 피트이다. 하지만 건설 기술에서는 고대 로마 단위계를 계속 사용해 1리그(3 로마 마일)에 더 가까운 더 긴 원주민이 사용한 길이 단위를 "마일"이라고 지은 다른 게르만 국가와는 달리 5,000피트(또는 8 스타디온)을 1마일로 하는 로마 마일을 기준으로 계속 사용했다. 머시아의 오파왕 시기(8세기)부터 1526년까지의 색슨 파운드 또는 은행가 파운드(나중에 타워 파운드로 알려짐)을 무게의 기본 단위로 했으며 여기서 오파의 법칙에 따라 은 1파운드는 240 은 페니로 세분되었고 240펜스(20실링)을 1파운드로 단위가 정해진다.
1266년에서 1303년 사이 지어진 《야드와 퍼치의 구성》으로 알려진 법이 제정되기 전까지 영국 지역의 단위계는 북게르만족의 후손인 앵글로색슨족의 단위계를 기반으로 두고 있었다. 구성법에서는 야드, 피트, 인치, 발리콘을 이전에 사용하던 값의 10⁄11로 재정의했다. 하지만 앵글로색슨족이 전통적으로 사용하던 15 x 11⁄10 피트(5.03 m)의 1로드와 4 × 40로드의 1에이커는 그대로 유지했다. 따라서 1로드는 5 구 야드에서 5+1⁄2 신 야드, 15 구 피트에서 16+1⁄2 신 피트로 바뀌었다. 1펄롱은 600 구 피트(200 구 야드)에서 660 신 피트(220 신 야드)로 늘어났다. 에이커는 36,000 구 제곱피트에서 43,560 신 제곱피트로 늘어났다. 학자들은 구성법이 앵글로색슨과 로마의 두 가지 초기 단위계 사이 절충안이었을 것이라 추정한다.:277
노르만인의 잉글랜드 정복 시기에는 부셸이라는 새로운 단위를 추가 도입했다. 윌리엄 1세가 도입한 최초의 법령에서 점령지역을 다루는 노르만족의 정책과 동일하게 기존의 앵글로색슨 단위계를 그대로 사용함을 표방했다. 1215년 마그나 카르타에서는 와인, 에일, 옥수수(런던 쿼터)에 대한 표준적인 측정 단위가 있어야 한다고 말했으나 그 표준 측정 단위가 무엇인지는 정의하지 않았다.
이후 영국 단위계는 법률로 단위를 정의하고 측정 표준을 발표하는 방식으로 발전했다. 이 표준은 1496년, 1588년, 1758년에 갱신되었다. 청동으로 제작한 최후의 제국 표준 야드는 1845년 만들어졌다. 1959년 국제 야드파운드 조약에 따라 야드가 정확히 0.9144 m로 재정의될 때까지 이 야드가 표준으로 사용되었다. 영국 단위계는 시간이 지나면서 대영제국의 다른 식민지로도 퍼져나갔다.

### 연표
《영국 제도의 도량형 표시 및 마킹》의 참고 문헌에서 발췌한 내용이다.
- 1215년 마그나 카르타 — 도량형 통일에 대한 최초의 법정 선언
- 1335년 8 & 9 에드워드 3세 법률 1호 — 상품에 대한 최초의 법정 '상형' 언급
- 1414년 2 헨리 5세 법령 2호. 법률 4호 — 트로이 파운드에 대한 최초의 법정 언급
- 1495년 12 헨리 7세. 법률 5호 — 헨리 7세에 의해 정의된 윈체스터 용량 측정법을 포함한 새로운 재무부 표준이 구축되었으며, 이는 타작한 보리의 내용물을 평면으로 측정하여 트로이 중량으로 정의되었다(트로이 중량이 금괴, 빵, 향신료 등의 표준 중량으로 처음 법정에서 언급됨).[12]
- 1527년 헨리 8세 — 타워 파운드를 폐지
- 1531년 23 헨리 8세. 법률 4호 — 맥주 36갤런 또는 에일 32갤런을 담는 배럴 정의. 킬더킨은 배럴의 절반이며 퍼킨은 킬더킨의 절반이다.[13]
- 1532년 24 헨리 8세. 법률 3호 — 아보아르뒤푸아 중량 사용에 대한 최초의 법정 언급.[14]
- 1536년 28 헨리 8세. 법률 4호 — 티어스(41갤런) 추가
- 1588년 (엘리자베스 1세) — 새로운 아보아르뒤푸아 표준 청동 추 시리즈(56 lb에서 2 lb까지의 종 모양 및 8 lb에서 1 드람까지의 평평한 더미), 이진수 진행으로 256 온스에서 1⁄8 온스까지 중첩된 컵의 새로운 트로이 표준 추.
- 1601–1602년 — 헨리 7세의 표준을 기반으로 표준 부셸과 갤런이 구축되었고, 새로운 용량 측정 시리즈가 발행되었다.
- 1660년 12 찰스 2세. 법률 24호 — 맥주 배럴은 36갤런이어야 하며, 재무부 표준 에일 쿼터의 측정값으로 계산된다. 에일 배럴은 32갤런이어야 하며, 소매로 판매되는 다른 모든 액체는 와인 갤런으로 판매되어야 한다.
- 1689년 1 윌리엄 & 메리. 법률 24호 — 런던 외 지역의 맥주 및 에일 배럴은 34갤런을 담아야 한다.
- 1695년 7 윌리엄 3세. 법률 24호 (아일랜드) — 곡물 측정에 관한 아일랜드 법령: 측정 단위는 엘리자베스 1세에 의해 확인된 헨리 8세의 갤런이어야 한다. 즉, 2721⁄4 입방인치이다. 배럴(32갤런), 반배럴(16갤런), 부셸(8), 펙(2), 갤런의 표준 측정은 아일랜드 재무부에 보관되었다. 그리고 모든 셔, 도시, 마을 등에 사본이 제공되었다.
- 1696년 8 & 9 윌리엄 3세. 법률 22호 — 윈체스터 부셸의 크기 "평평하고 균일한 바닥을 가진 모든 둥근 부셸은 너비가 전체적으로 181⁄2인치이고 깊이가 8인치여야 한다"(즉, 갤런당 2150 in3의 건식 측정).
- 1706년 6 앤. 법률 11호 — 통합 법령은 잉글랜드의 도량형이 스코틀랜드에 적용되어야 한다고 규정했으며, 스코틀랜드의 성읍들은 잉글랜드 표준의 복제본을 보관해야 했다.
- 1706년 6 앤. 법률 27호 — 와인 갤런은 너비가 전체적으로 7인치이고 내부 상단에서 하단까지 깊이가 6인치인 평평한 바닥을 가진 원통형 용기여야 하며, 231 입방인치를 담아야 하며 그 이상은 안 된다.
- 1713년 12 앤. 법률 17호 — 합법적인 석탄 부셸은 평평하고 균일한 바닥을 가진 둥근 모양이어야 하며, 외부에서 외부까지 191⁄2인치이고 1 윈체스터 부셸과 1 쿼트의 물을 담아야 한다.
- 1718년 5 조지 1세. 법률 18호 — 스코틀랜드 파인트를 정확히 103 in3으로 규정했다.
- 1803년 43 조지 3세. 법률 151호 — 와인병이 와인 갤런당 약 5개(즉, 평판 좋은 쿼트)를 만든다고 언급했다.
- 1824년 5 조지 4세. 법률 74호 — 1824년 도량형법은 영국 계량학을 완전히 재편하고 제국 단위계를 확립했다. 야드, 트로이 및 아보아르뒤푸아 파운드, 갤런(쌓는 방식으로 측정하지 않는 액체 및 건조 상품의 표준 측정값)을 정의하고, '황동' 표준 갤런을 제작하도록 규정했다.
- 1825년 6 조지 4세. 법률 12호 — 제국 단위계의 도입을 1825년 5월 1일에서 1826년 1월 1일로 연기했다.
- 1835년 5 & 6 윌리엄 4세. 법률 63호 — 1835년 도량형법은 윈체스터 부셸을 포함한 지역 및 관습적 측정을 폐지했다. 쌓는 측정을 불법화했다. 금괴, 보석 및 의약품(트로이 중량으로 판매)을 제외한 모든 거래를 아보아르뒤푸아 중량으로만 수행하도록 요구했다. 모든 형태의 석탄은 측정이 아닌 중량으로 판매되어야 한다고 규정했다. '스톤'을 14 lb (6.4 kg)로, '백분위'를 112 lb (51 kg)로, 그리고 (긴) 톤을 20 백분위 또는 2,240 lb (1,020 kg)로 합법화했다.
- 1853년 16 & 17 빅토리아. 법률 29호 — 십진수 금괴 중량 사용을 허용했다.
- 1866년 29 & 30 빅토리아. 법률 82호 — 1866년 표준 도량형 및 주화법은 모든 의무와 표준을 재무부에서 새로 설립된 무역위원회 표준국으로 이전했다.
- 1878년 41 & 42 빅토리아. 법률 49호 — 1878년 도량형법은 제국 표준 야드와 파운드를 정의했다. 제국 표준에서 파생된 보조 측정 및 중량 표준을 열거했다. 중량 또는 측정에 의한 모든 거래가 제국 중량 또는 측정 단위 중 하나 또는 그 배수 부분으로 이루어지도록 요구했다. 트로이 파운드를 폐지했다.
- 1963년 법률 31호 — 1963년 도량형법은 숄드론 석탄, 유체 드람 및 미님을 폐지하고(1971년 2월 1일 발효), 쿼터 사용을 중단하고, 부셸과 펙 사용을 폐지하고, 페니웨이트를 폐지했다(1969년 1월 31일부터).

## 길이

다양한 역사적 거리 측정 단위 간의 (때로는 대략적인) 관계를 보여주는 차트

| 영국 단위  | SI (미터법)        | 전통적 정의 |
| ---------- | ------------------ | --- |
| 양귀비씨   | 2.12 또는 1.69 mm  | = 1⁄4 또는 1⁄5 보리 알갱이 |
| 선         | 2.12 mm            | = 1⁄4 보리 알갱이, (따라서 1⁄12 인치). |
| 보리알     | 8.47 mm            | = 1⁄3 인치, 야드와 퍼치의 구성에 따른 명목상 기본 단위. |
| 디짓       | 19.05 mm           | = 3⁄4 인치 |
| 손가락     | 22.23 mm           | = 7⁄8 인치 |
| 인치       | 25.4 mm            | 3 보리알 (역사적인 법적 정의) |
| 네일 (천)  | 57.15 mm           | 3 디짓 = 2+1⁄4 인치 = 1⁄16 야드 |
| 손바닥     | 76.2 mm            | 3 인치 |
| 손         | 101.6 mm           | 4 인치 |
| 샤프트먼트 | 165 mm 또는 152 mm | 손과 펼친 엄지손가락의 너비, 12세기 이전 61⁄2 인치, 그 이후 6인치 |
| 링크       | 201.2 mm           | 7.92 인치 또는 체인의 100분의 1. (현대 인도 측량사의 체인은 200 mm 링크를 가지고 있다.) |
| 스팬       | 228.6 mm           | 펼친 손의 너비, 엄지손가락 끝에서 새끼손가락 끝까지: 9 인치 (= 3 손바닥). |
| 피트       | 304.8 mm           | 앵글로색슨족 침공 이전에는 11.65 인치(11.65 인치 (296 mm))의 로마 피트가 사용되었다. 앵글로색슨족은 13.2 인치(13.2 인치 (335 mm))의 북독일 피트를 도입했으며, 이는 4개의 손바닥 또는 12개의 엄지손가락으로 나뉘었다. 반면 로마 피트는 건설 기술에서 계속 사용되었다. 13세기 후반, 정확히 앵글로색슨 피트의 10⁄11에 해당하는 현대 피트인 304.8 mm가 도입되었다. |
| 큐빗       | 457.2 mm           | 손가락 끝에서 팔꿈치까지, 18 인치. |
| 야드       | 0.914 m            | 3 피트 = 36 인치, 실제적인 기본 단위, 왕실 또는 재무부가 소유한 원기 봉의 길이로 정의된다. |
| 엘         | 1.143 m            | 펼친 팔의 손가락 끝에서 반대쪽 어깨까지, 20 네일 = 11⁄4 야드 또는 45 인치. 주로 옷감을 측정하는 데 사용되었다. |
| 패덤       | 1.829 m            | 6 피트, 키 6피트인 사람의 팔을 양쪽으로 펼쳤을 때 손가락 끝에서 손가락 끝까지의 거리. |
| 로드       | 5.0292 m           | 퍼치 또는 폴이라고도 불린다. 토지 측량 및 건축에서 사용되는 측정 단위. 로드(당시에는 퍼치라고 불림)의 길이는 야드와 퍼치의 구성에서 161⁄2 피트 또는 51⁄2 야드로 선언되었다. 정사각형 폴은 분배식 정원의 측정 단위로 흔히 사용된다. (참조: 면적 및 부피 단위로서의 퍼치.)                                                                                       |
| 체인       | 20.116 m           | 4개의 직선 로드. 최근까지 거리를 측정하는 데 사용된 측량 체인의 길이를 따서 명명되었다. 토지 측량에 사용되며 링크로 나뉘는 여러 실제 체인 중 하나. 17세기에 도입된 군터 체인은 66 피트 (20.1 미터)이다. |
| 펄롱       | 201.168 m          | 쟁기팀이 쉬지 않고 쟁기질할 수 있는 거리를 상징하지만, 실제로는 야드와 퍼치의 구성 이전에는 40로드 또는 600피트, 그 이후로는 40로드 또는 660피트를 측정한 것이다. (참조: 고대 그리스의 [[[스타디온 (단위)\|스타디온]]] 오류: {{전자}}: transliteration text not Latin script (pos 3: 스) (도움말) 또는 '스테이드'.)                                            |
| 마일       | 1.61 km            | 5280 피트 또는 1760 야드. 원래는 로마 마일, 1000 걸음이었으나, 나중에 5000 피트로 계산되었고, 야드와 퍼치의 구성으로 인해 이러한 계산 방식에 도입된 차이를 보정하기 위해 1593년에 5280 피트로 조정되었다. |
| 리그       | 4.83 km            | 명목상 한 시간 동안 걸을 수 있는 거리이지만, 보통 3 마일로 계산된다. 독일 및 스칸디나비아 국가의 전통적인 "마일"의 대략적인 길이이다. |

## 면적
| 영국 단위        | SI ("미터법") | 관계 |
| ---------------- | ------------- | --- |
| 제곱 로드        | 25.29 m2      | 30.25 제곱야드. 제곱 로드는 제곱 폴 또는 제곱 퍼치라고도 알려져 있다. 맥락상 면적임을 명확히 나타낼 때, 특히 영국 분배식 정원의 경우 '제곱'이라는 단어가 생략되는 경우가 있다. |
| 루드             | 1,012 m2      | 에이커의 4분의 1; 길이는 '펄롱'이고 너비는 '로드'; 40제곱 '로드'. 루드는 많은 고대 문맥에서 그 자체로 에이커라고 불리기도 했다. |
| 에이커           | 4,047 m2      | 한 체인(4로드) 너비에 한 펄롱 길이의 면적. 전통적인 펄롱은 지역마다 길이가 다를 수 있었으므로 에이커도 마찬가지였다. 잉글랜드에서는 에이커가 4,840 제곱야드 (4,050 m2)였고, 스코틀랜드에서는 6,150 제곱야드 (5,140 m2), 아일랜드에서는 7,840 제곱야드 (6,560 m2)였다. "들판"을 의미하는 색슨 단위이다. |
| 보베이트, 옥스갱 | 6 ha          | 한 마리의 소가 일 년 동안 경작할 수 있는 면적. 약 15에이커 또는 카루케이트의 8분의 1. |
| 버지게이트       | 12 ha         | 한 쌍의 소가 일 년 동안 경작할 수 있는 면적. 약 30에이커(야드 랜드라고도 불림). |
| 카루케이트       | 49 ha         | 여덟 마리 소 팀이 일 년 동안 경작할 수 있는 면적(쟁기 또는 조각이라고도 불림). 약 120에이커. |

### 행정적 단위
하이드4~8 보베이트. 면적보다는 수확량 단위로, 농업 및 세금 목적으로 단일 세대를 지탱할 수 있는 토지의 양을 측정했다.
기사의 봉토5 하이드. 기사의 봉토는 전쟁 시 기사의 수행원에게 완전히 무장한 병사 한 명을 제공할 것으로 예상되었다.
백 또는 와펜테이크행정 목적으로 100 하이드가 묶인 것.

## 부피
부피의 많은 용량 단위는 갤런의 분수 또는 배수로 이해되었다. 예를 들어, 쿼트는 갤런의 4분의 1이고, 파인트는 쿼트의 절반 또는 갤런의 8분의 1이다. 이러한 비율은 갤런의 특정 크기와 관계없이 적용되었다. 갤런의 정의가 시간이 지남에 따라 변했을 뿐만 아니라, 동시에 여러 종류의 갤런이 존재했다. 예를 들어, 231 입방인치의 부피를 가진 와인 갤런(미국 관습 갤런의 기준)과 282 입방인치의 에일 갤런은 제국 갤런이 확립되기 수십 년 전부터 일반적으로 사용되었다. 다시 말해, 에일 1파인트와 와인 1파인트는 같은 크기가 아니었다. 반면에 액량 온스와 같은 일부 측정 단위는 갤런의 분수로 정의되지 않았다. 이러한 이유로, 제국 갤런이 확립되기 전에는 온스 단위로 파인트나 쿼트와 같은 단위의 정확한 정의를 제공하는 것이 항상 가능하지는 않았다.

### 일반 액체 측정
| 이름       | 대략 SI 등가 | 비고                                                                           |
| ---------- | ------------ | ------------------------------------------------------------------------------ |
| 미님       | 0.06 mL      | 방울이라고도 알려져 있다.                                                      |
| 드람       | 3.55 mL      | 60 미님 또는 '방울' 또는 8분의 1 액량 온스 (fl oz). 드람도 참조.               |
| 찻숟가락   | 5 mL         | 80 미님 또는 방울 또는 6분의 1 액량 온스                                       |
| 테이블스푼 | 15 mL        | 4 드람 (240 미님 또는 방울), 3 찻숟가락, 또는 2분의 1 액량 온스                |
| 잭         | 71 mL        | 2분의 1 길. 이는 전통적인 측정 단위가 아니다.                                  |
| 길         | 142 mL       | 4분의 1 파인트 또는 32분의 1 갤런, 일부 방언에서는 2분의 1 파인트. 발음은 "질" |
| 파인트     | 568 mL       | 8분의 1 갤런                                                                   |
| 쿼트       | 1.136 리터   | 2 파인트 또는 4분의 1 갤런                                                     |
| 포틀       | 2.272 L      | 2 쿼트 또는 2분의 1 갤런                                                       |
| 갤런       | 4.544 L      | 8 파인트                                                                       |

각 갤런(에일 또는 와인)의 이진수 하위 배수로서의 액체 측정 단위는 다음과 같다.
|            | 잭 | 길  | 파인트 | 쿼트 | 포틀 | 갤런 | 2n gal. |
| ---------- | -- | --- | ------ | ---- | ---- | ---- | ------- |
| 1 잭 =     | 1  | 1⁄2 | 1⁄8    | 1⁄16 | 1⁄32 | 1⁄64 | –6      |
| 1 길 =     | 2  | 1   | 1⁄4    | 1⁄8  | 1⁄16 | 1⁄32 | –5      |
| 1 파인트 = | 8  | 4   | 1      | 1⁄2  | 1⁄4  | 1⁄8  | –3      |
| 1 쿼트 =   | 16 | 8   | 2      | 1    | 1⁄2  | 1⁄4  | –2      |
| 1 포틀 =   | 32 | 16  | 4      | 2    | 1    | 1⁄2  | –1      |
| 1 갤런 =   | 64 | 32  | 8      | 4    | 2    | 1    | 0       |

### 와인 단위
와인은 전통적으로 와인 갤런과 그 관련 단위를 기준으로 측정되었다. 브랜디, 증류주, 미드, 사이다, 식초, 기름, 꿀 등 다른 액체도 이 단위로 측정되고 판매되었다.
와인 갤런은 앤 여왕 시기 1707년에 재확립되었는데, 1688년 조사 결과 재무부가 필요한 표준을 더 이상 소유하지 않고 길드홀이 보관하고 있던 사본에 의존하고 있었기 때문이다. 231 입방인치로 정의된 이 단위는 나중의 제국 갤런과는 다르지만, 미국 관습 갤런과 동일하다.
런들릿18 와인 갤런 또는 7분의 1 와인 파이프
와인 배럴31.5 와인 갤런 또는 2분의 1 와인 혹스헤드
티어스42 와인 갤런, 2분의 1 펀천 또는 3분의 1 와인 파이프
와인 혹스헤드2 와인 배럴, 63 와인 갤런 또는 4분의 1 와인 툰
펀천 또는 테르시안2 티어스, 84 와인 갤런 또는 3분의 1 와인 툰
와인 파이프 또는 버트2 와인 혹스헤드, 3 티어스, 7 런들릿 또는 126 와인 갤런
와인 툰2 와인 파이프, 3 펀천 또는 252 와인 갤런
틀:English wine casks

### 에일 및 맥주
핀4.5 갤런 또는 8분의 1 맥주 배럴
퍼킨2 핀, 9 갤런 (에일, 맥주 또는 상품) 또는 4분의 1 맥주 배럴
킬더킨2 퍼킨, 18 갤런 또는 2분의 1 맥주 배럴
맥주 배럴2 킬더킨, 36 갤런 또는 3분의 2 맥주 혹스헤드
맥주 혹스헤드3 킬더킨, 54 갤런 또는 1.5 맥주 배럴
맥주 파이프 또는 버트2 맥주 혹스헤드, 3 맥주 배럴 또는 108 갤런
맥주 툰2 맥주 파이프 또는 216 갤런
틀:English brewery casks

### 곡물 및 건량 상품
윈체스터 측정법(Winchester measure)은 옥수수 측정법으로도 알려져 있으며, 15세기 후반부터 거의 수정 없이 사용되어 온 약 2,150.42 입방인치의 부셸을 중심으로 한다. 당시 옥수수라는 단어는 모든 종류의 곡물을 의미했다. 옥수수 측정법은 곡물, 소금, 광석, 굴 등 여러 종류의 건조 상품을 측정하고 판매하는 데 사용되었다.
그러나 실제로는 그러한 상품들이 종종 중량으로 판매되었다. 예를 들어, 지역 관습에 따라 밀 1부셸은 60파운드, 귀리 1부셸은 33파운드여야 한다고 합의될 수 있었다. 상품은 부피로 측정된 다음 중량을 달고, 실제 중량에 따라 구매자가 더 많이 또는 더 적게 지불했다. 각 상품에 대해 중량으로 부셸을 지정하는 이러한 관행은 오늘날에도 계속되고 있다. 그러나 항상 그랬던 것은 아니며, 밀과 귀리를 중량으로 판매하는 동일한 시장에서도 보리는 단순히 부피로 판매할 수 있었다. 실제로 전체 시스템은 잘 표준화되어 있지 않았다. 부셸의 16분의 1은 불과 짧은 거리 떨어진 마을에서도 포틀, 후프, 비트먼트, 또는 쿼턴으로 불릴 수 있었다. 일부 지역에서는 감자가 퍼킨(보통 액체 측정 단위)으로 판매될 수 있었는데, 한 마을에서는 퍼킨을 3부셸로 정의하고, 다음 마을에서는 2와 2분의 1부셸로 정의했다.
파인트는 옥수수 측정법에서 가장 작은 단위였다. 옥수수 갤런(부셸의 8분의 1)은 약 268.8 입방인치였다. 옥수수 측정법과 관련된 대부분의 단위는 부셸의 이진수 (하위)배수였다.
|                | 파인트 | 쿼트 | 포틀 | 갤런 | 펙   | 케닝 | 부셸 | 스트라이크 | 쿰    | 심    | 2n gal. |
| -------------- | ------ | ---- | ---- | ---- | ---- | ---- | ---- | ---------- | ----- | ----- | ------- |
| 1 파인트 =     | 1      | 1⁄2  | 1⁄4  | 1⁄8  | 1⁄16 | 1⁄32 | 1⁄64 | 1⁄128      | 1⁄256 | 1⁄512 | –3      |
| 1 쿼트 =       | 2      | 1    | 1⁄2  | 1⁄4  | 1⁄8  | 1⁄16 | 1⁄32 | 1⁄64       | 1⁄128 | 1⁄256 | –2      |
| 1 포틀 =       | 4      | 2    | 1    | 1⁄2  | 1⁄4  | 1⁄8  | 1⁄16 | 1⁄32       | 1⁄64  | 1⁄128 | –1      |
| 1 갤런 =       | 8      | 4    | 2    | 1    | 1⁄2  | 1⁄4  | 1⁄8  | 1⁄16       | 1⁄32  | 1⁄64  | 0       |
| 1 펙 =         | 16     | 8    | 4    | 2    | 1    | 1⁄2  | 1⁄4  | 1⁄8        | 1⁄16  | 1⁄32  | 1       |
| 1 케닝 =       | 32     | 16   | 8    | 4    | 2    | 1    | 1⁄2  | 1⁄4        | 1⁄8   | 1⁄16  | 2       |
| 1 부셸 =       | 64     | 32   | 16   | 8    | 4    | 2    | 1    | 1⁄2        | 1⁄4   | 1⁄8   | 3       |
| 1 스트라이크 = | 128    | 64   | 32   | 16   | 8    | 4    | 2    | 1          | 1⁄2   | 1⁄4   | 4       |
| 1 쿰 =         | 256    | 128  | 64   | 32   | 16   | 8    | 4    | 2          | 1     | 1⁄2   | 5       |
| 1 심 =         | 512    | 256  | 128  | 64   | 32   | 16   | 8    | 4          | 2     | 1     | 6       |

다른 단위로는 웨이(6 또는 때때로 5 심 또는 쿼터)와 라스트(10 심 또는 쿼터)가 있었다.

### 특정 상품
퍼치24.75 입방피트의 마른 돌, 더 일반적으로 알려진 길이 단위인 16.5 피트의 퍼치에서 파생되었다.
코드128 입방피트의 장작, 4 ft × 4 ft × 8 ft의 장작 더미

### 화학
유체 그레인62 °F, 30 수은주 인치 압력에서 그레인의 증류수 1부피.
해당 기준에서 물의 밀도는 ≃ 0.9988g⁄ml (438.0⁠grain/임페리얼 액량 온스⁠ 또는 1.001⁠ozav/임페리얼 액량 온스⁠)이므로:
= 1.096 임페리얼 미님 = 0.06488 ml 또는 대략 방울.

## 무게

중량 측정 단위 간의 관계를 보여주는 차트

상형, 트로이, 약형 중량 체계는 모두 가장 작은 단위인 그레인을 공유했지만, 드람, 온스, 파운드에 포함된 그레인의 수에는 차이가 있었다. 이 그레인은 법적으로 보리 이삭 중간 부분의 곡물 씨앗의 무게로 정의되었다. 또한 더 작은 밀 곡물도 있었는데, 이는 (보리) 그레인의 4분의 3 또는 약 48.6 밀리그램이었다고 한다.
아보아르뒤푸아 파운드는 결국 7,000 그레인으로 표준화되어 약형 또는 타워 중량에 해당하지 않는 모든 제품에 사용되었다.

### 상형 단위
| 영국 단위    | SI ('미터법') | 관계                                                                  |
| ------------ | ------------- | --------------------------------------------------------------------- |
| 그레인 (gr)  | ≈64.80 mg     | 파운드의 1⁄7000                                                       |
| 드람 (dr)    | ≈1.772 g      | 온스의 16분의 1 (아마도 고대 그리스 동전 드라크마의 은 무게에서 유래) |
| 온스 (oz)    | ≈28.35 g      | 1 oz = 16 dr = 437.5 그레인                                           |
| 파운드 (lb)  | ≈453.6 g      | 1 lb = 16 oz = 7000 그레인 ('lb'는 고대 로마 단위 리브라의 약자)      |
| 스톤 (st)    | 6.35 kg       | 1 st = 14 lb (스톤 (단위)에서 다른 값 참조)                           |
| 쿼터 (qr)    | 12.7 kg       | 1 qr = 4분의 1 cwt, 또는 2 st, 또는 28 lb                             |
| 백분위 (cwt) | 50.8 kg       | 1 cwt = 112 lb, 또는 8 st                                             |
| 톤           | 1.016 미터톤  | 1 톤 = 20 cwt, 또는 2240 lb                                           |
| 네일         | 3.175 kg      | 1 네일 = 16분의 1 cwt = 7 lb                                          |
| 클로브       | ?             | 7 lb (양모) 또는 8 lb (치즈)                                          |
| 토드         | 12.7 kg       | 1 tod = 2 st = 4분의 1 cwt                                            |

### 트로이 및 타워
트로이 및 타워 파운드와 그 하위 단위는 주화 및 귀금속에 사용되었다. 초기 앵글로색슨 파운드를 기반으로 한 타워 파운드는 1526년 선언에 따라 주화 제작 목적으로 타워 파운드 대신 트로이 파운드를 사용하도록 요구되면서 트로이 파운드로 대체되었다. 타워 파운드 표준은 현존하는 것이 없는 것으로 알려져 있다.
8세기 머시아의 오파에 의해 확립된 파운드 스털링("파운드 오브 스털링"이라고도 함)은 240개의 은 페니를 만들기에 충분한 스털링 실버의 무게였다.

#### 트로이
그레인 (gr)= 64.79891 mg
페니웨이트 (dwt)24 gr ≈ 1.56 g
온스 (oz t)20 dwt = 480 gr ≈ 31.1 g
파운드 (lb t)12 oz t = 5760 gr ≈ 373 g
마르크8 oz t

#### 타워
그레인 (gr)= 45⁄64 gr t ≈ 45.6 mg
페니웨이트 (dwt)32 gr T = 22+1⁄2 gr t ≈ 1.46 g
타워 온스20 dwt T = 640 gr T = 18+3⁄4 dwt t = 450 gr t ≈ 29.2 g
타워 파운드12 oz T = 240 dwt T = 7680 gr T = 225 dwt t = 5400 gr t ≈ 350 g
마르크8 oz T ≈ 233 g

### 약형
그레인 (gr)= 64.79891 mg
스크러플 (s ap)20 gr
드람 (dr ap)3 s ap = 60 gr
온스 (oz ap)8 dr ap = 480 gr
파운드 (lb ap)5760 gr = 1 lb t

### 기타
상인/상업 파운드15 온스 타워 = 6750 gr  ≈ 437.4 g
런던/상업 파운드15 온스 트로이 = 16 온스 타워 = 7200 gr ≈ 466.6 g
상업 스톤12 lb L ≈ 5.6 kg

정육점 스톤8 lb ≈ 3.63 kg
포대26 st = 364 lb ≈ 165 kg
캐럿은 한때 영어권에서 4그레인으로 지정되었다.
영국의 영토에 있는 일부 지역 단위는 인도 톨라 180그레인과 같이 영국 단위로 간단히 (재)정의되었다.
토드
이는 양모를 위한 영국의 중량 단위였다. tode, todd, todde, toad, tood와 같은 철자 변형이 있다. 보통 28파운드, 즉 2스톤이었다. 그러나 토드는 국가 표준이 아니었으며, 영국의 셔에 따라 28파운드에서 32파운드까지 다양할 수 있었다. 파운드 단위로 전통적인 정의 외에도, 토드는 역사적으로 자루의 13분의 1, 새플러의 26분의 1, 또는 웨이의 9분의 1로 간주되기도 했다.
틀:English pounds

## 같이 보기
- 제국 단위계와 미국 단위계의 비교
- 둠스데이 북
- 봉건제
- 영미 단위계
- 제국 단위계
- 슬러그
- 측정 단위